# Sant'Angelo in Pontano
Sant'Angelo in Pontano è un comune italiano di 1 239 abitanti della provincia di Macerata nelle Marche.

## Geografia fisica

### Territorio
Le coordinate geografiche riferite al centro della piazza N. A. Angeletti: sono 43°05′55″N 13°23′51″E; le coordinate secondo il sistema UTM (proiezione universale trasversa di Mercatore) riferite sempre al centro della Piazza sono 4773262.
Il territorio di Sant'Angelo in Pontano si estende dal meridiano avente longitudine Est 0° 54' 46" da Monte Mario a quello avente longitudine Est 0° 59' 20" sempre da Monte Mario, e si estende dal parallelo 43° 04' 20" Nord al parallelo 43° 08' 13" Nord.
Nella direzione est-ovest la distanza massima tra due punti di confine, misurata in linea retta, è di 5,325 km. Tale distanza esiste tra il confine di Fiastra, lungo il fiume, verso le Campanelle di San Ginesio ed il confine di Moelano con Falerone. Tra due punti di confine nord-sud è di 6,800 km tra l'estrema punta dell'Appezzana, sulla strada per San Lorenzo di Loro Piceno ed il confine con Monte Polino, a Collezampone.
La distanza massima tra due punti di confine del territorio comunale di 7,575 km e si ha diagonalmente in direzione NE-SO fra la confluenza del Tifa coll'Ete morto, a Salti, ed il confine con Gualdo a Collezampone, verso Villa Morrone.
Il territorio ed il paesaggio sono quelli tipici delle colline dell'entroterra maceratese, ad eccezione della zona pianeggiante di Passo Sant'Angelo, sulla valle del Fiastra.

## Storia
In epoca romana questo territorio doveva essere un vicus o un pagus. Con l'arrivo del Cristianesimo si diffuse il culto di san Michele Arcangelo che, ancora oggi, compare nel nome e nello stemma comunale. In epoca longobarda il paese aveva raggiunto una dimensione considerevole e faceva parte del Ducato di Spoleto, più precisamente nel Gastaldato di Ponte, da cui deriva "in Pontano" aggiunto al nome di questa località per distinguerla da altre omonime.
Nel VII secolo fu costruito il convento Santa Maria delle Rose da parte dei benedettini e poco dopo il paese passò sotto il controllo dell'abbazia di Farfa. Nel X secolo prendono il potere nobili locali. Nel dicembre 1263, Sant'Angelo in Pontano diventa Libero comune, ma dopo pochi anni si sottomette alla città di Tolentino, e successivamente a Fermo. Alla metà del XIV secolo, in seguito al tentativo del cardinale Albornoz di ridurre i castelli della Marca sotto il dominio del Papa, Sant'Angelo subì l'assedio e la conquista da parte delle truppe pontificie.
Nel 1413 fu possesso dei Da Varano per poi tornare a Fermo, vent'anni più tardi, a seguito della campagna di Francesco Sforza. Ripreso dai pontifici, fu messo a sacco e gravemente danneggiato. Ben presto furono però riparati i danni e ritornò a far parte del territorio di Fermo di cui seguì le sorti sino al periodo napoleonico quando fu compreso nel Dipartimento del Tronto. Nel 1860, al momento della soppressione della provincia fermana, entrò a far parte di quella di Macerata.

### Seconda guerra mondiale

#### La lotta per il grano
Durante i duri mesi dell’occupazione la popolazione fu coinvolta in più occasioni nella cosiddetta "battaglia" per la sottrazione del grano ai nazifascisti. Vari furono i tentativi da parte degli abitanti. Essendo un alimento essenziale, i partigiani tentarono di prenderlo per sfamare la miseria locale. In vista di ciò, il 29 gennaio 1944 nella frazione Valle stanca vari civili e alcuni partigiani, saccheggiarono circa 138 quintali di grano in un consorzio e il 15 febbraio, un centinaio di partigiani bloccarono le strade di accesso alla città per distribuire a pagamento circa 2000 quintali di grano alla popolazione, poco prima prelevati dai magazzini del Consorzio Agrario di Passo Sant'Angelo, azione che fu ripetuta nella notte tra 24 e il 25 aprile. Nel consorzio di Passo Sant'Angelo si rifornirono anche gli abitanti della frazione Passo San Ginesio.
Il capo della provincia Ferazzani, per provvedere a non far valicare i rapporti tra civili e partigiani, diede l'ordine di multare i comuni, tra cui Sant'Angelo in Pontano, con una multa di seicento mila lire.

#### I gruppi partigiani
Nel mese di maggio, nel territorio maceratese nacquero quattro gruppi politici comunisti non militarizzati, tra cui uno nel paese, comandato dall'ex militare Carmine Di Palma. Il compito di Di Palma e del suo gruppo era il controllo dei rifornimenti nazisti nelle linee ferroviarie.
Nello stesso mese, alcuni affiliati al gruppo bloccarono e incendiariarono alcune cisterne di carburante destinato a veicoli nazisti. Durante le contanne che seguirono nel dopoguerra, il questore di Ascoli Piceno, riguardo all'evento disse:
(Giacomini, 2008, p. 279)
Sempre nella stessa zona operava la banda Rani, anch’essa parte del gruppo bande controllate da Decio Filipponi, come quella di Di Palma. Originariamente il gruppo era al comando dell'ex squadrista e Sciarpa Littorio Rolando Gibertini, che pur di mantenere i suoi affiliati, creava danno ai negozianti locali. Ciò scatenò una rivolta da parte dei gruppi controllati dal Filipponi e insieme a Girolamo Casà e Dusan Labovic, Gibertini venne disarmato e tolto al comando, dando così vita alla nuova "banda Rani".
Nella metà di giugno avvenne una delle più importanti azioni di sabotaggio da parte del gruppo del Filipponi. Vedendo l'avanzata del fronte nemico, i vari gruppi prepararono numerosi agguati da attuare durante i rastrellamenti in vista della ritirata nazista verso il nord Italia. Tutto ciò avvenne lungo le linee ferroviarie e i soldati nazisti furono costretti ad arrendersi e cedere i loro possedimenti, tra cui radio e armi. In una relazione del 3 giugno 1945 il comandante Rossetti racconta:
(Giacomini, 2008, p. 281)

### Simboli
Nello stemma comunale è rappresentato un angelo posto sopra un ponte a tre archi che brandisce con la mano destra alzata una spada e impugna con la sinistra una bilancia. Il gonfalone è un drappo di azzurro.

## Monumenti e luoghi d'interesse

### Collegiata del Santissimo Salvatore
La chiesa, in stile romanico-gotico risale alla prima metà del XII secolo. L'interno è diviso in tre navate, di cui quella centrale ha il soffitto a capriate, mentre quelle laterali sono a crociera. La pianta divenne a croce greca con l'aggiunta di due cappelle laterali nel 1700. La cripta, come il campanile, è stata aggiunta nel XIV secolo ed è vasta quanto la chiesa soprastante, con archi in laterizio e volte a crociera.

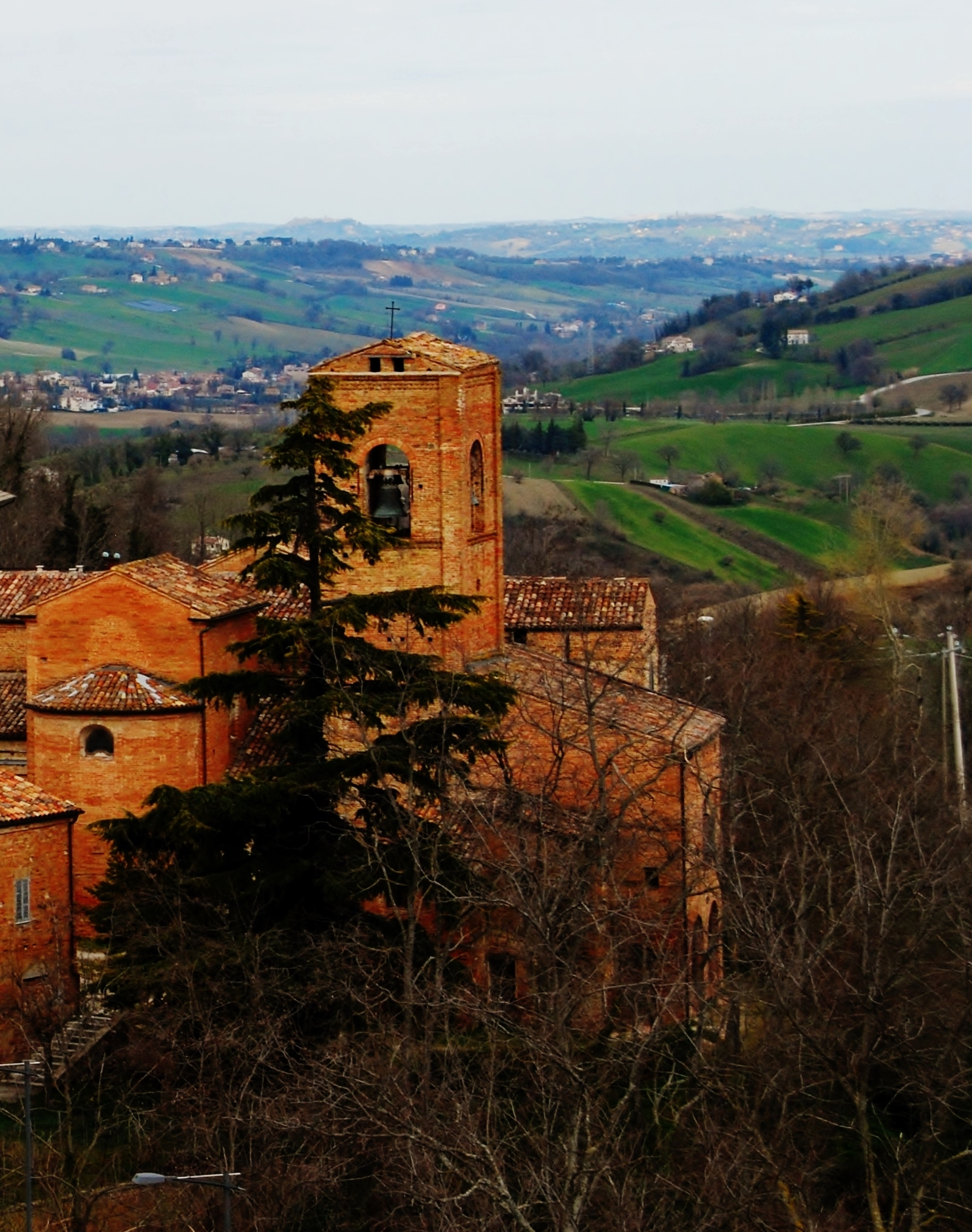
San Salvatore

All'interno, alcune pregevoli acquasantiere ricavate da antichi capitelli, e sul quarto pilastro di destra, un affresco, forse da attribuire alla cerchia dei Salimbeni di Sanseverino, raffigurante la Madonna con il Bambino. Conserva un organo del Crudeli della fine del XVIII secolo recentemente restaurato
Fin dal 1169 si hanno notizie della vicina Canonica, guidata da un abate e fedele alla regola di Sant'Agostino. Divenne prioria e, nel 1807, arcipretura.

### Chiesa di San Michele
Dedicata a san Michele Arcangelo da cui il paese prende il nome. Prima della costruzione dell'attuale chiesa era presente una cappella longobarda di cui un bassorilievo all'esterno dell'edificio tiene traccia.

### Rocca di San Filippo
Non si hanno molte notizie sull’edificio, soprattutto per quanto riguarda le sue origini e la sua costruzione. La più antica notizia, che specificatamente si riferisce con certezza a questa rocca, risale alla metà del secolo XVII, quindi ad epoca molto più tarda rispetto alla sua edificazione, e si tratta di un libro stampato nel 1652 in cui si dice: «Circa la positura di questa Terra, n'era piantata parte nel piano, e parte sopra a due Poggi alquanto rilevati alla destra, e sinistra di esso piano, dove alle mura verso la Montagna sopra la strada publica, e di passo per Roma vi era (si come dalle vestigie si vede) una Fortezza, quale al presente è ridotta in una Colombara de' Signori Angelini.»
L'edificio, almeno nel suo primo nucleo originale che doveva essere costituito dalla sola torre centrale, risale alla prima metà del sec. XIV. Negli antichi documenti (pergamene presso l’Archivio di Stato di Fermo) si parla della rocca, ch'era nel punto più alto del paese, e di altre torri costruite, da costruire e demolite ma, come già detto, niente di specifico si trova su questa costruzione.
La dizione "di S. Filippo" è successiva al 1711, anno in cui il sacerdote Giuseppe Angelini, della famiglia dei proprietari e canonico della cattedrale di Fermo, fece edificare vicino alla rocca la chiesa, ancora oggi esistente ma sconsacrata, intitolata appunto a san Filippo Neri.

### Chiesa e convento di San Nicola
Dedicata al patrono del paese san Nicola da Tolentino, nato e cresciuto in santità a Sant'Angelo, sorge sulla sua parte più alta, in un piazzale panoramico accanto al convento degli Agostiniani. L'originale chiesa di S. Pietro di Posmonte, annessa al primo convento e probabilmente in seguito ricostruita, fu intitolata a sant'Agostino. Fu dopo il 1446, anno della canonizzazione di Nicola di Compagnone, che la sua dedicazione fu cambiata in quella di San Nicola. Alla fine del '500 tutto il complesso aveva bisogno di un radicale adeguamento e ristrutturazione. All'inizio del XVII secolo, fra' Nicola Giovannetti priore a S. Angelo e Provinciale della Marca promosse il progetto di risistemazione e la chiesa venne ristrutturata e ampliata con l'aggiunta nella sua parte orientale della cappella di San Nicola, affrescata da Domenico Malpiedi di San Ginesio. La chiesa conserva diverse pregevoli opere tra cui un paliotto d'altare in legno intagliato e dorato, un dipinto attribuibile al Malpiedi, alcune tele di Antonio Liozzi, pittore della seconda metà del '700 di Penna San Giovanni, e un coro ligneo sempre eseguito in quegli anni. Ospita al suo interno anche un organo dei primi del Settecento, ristrutturato a seguito della caduta di un fulmine nell'aprile del 1758 dall'organaro Francesco Fedeli, della famosa famiglia di organari della Rocchetta di Camerino.

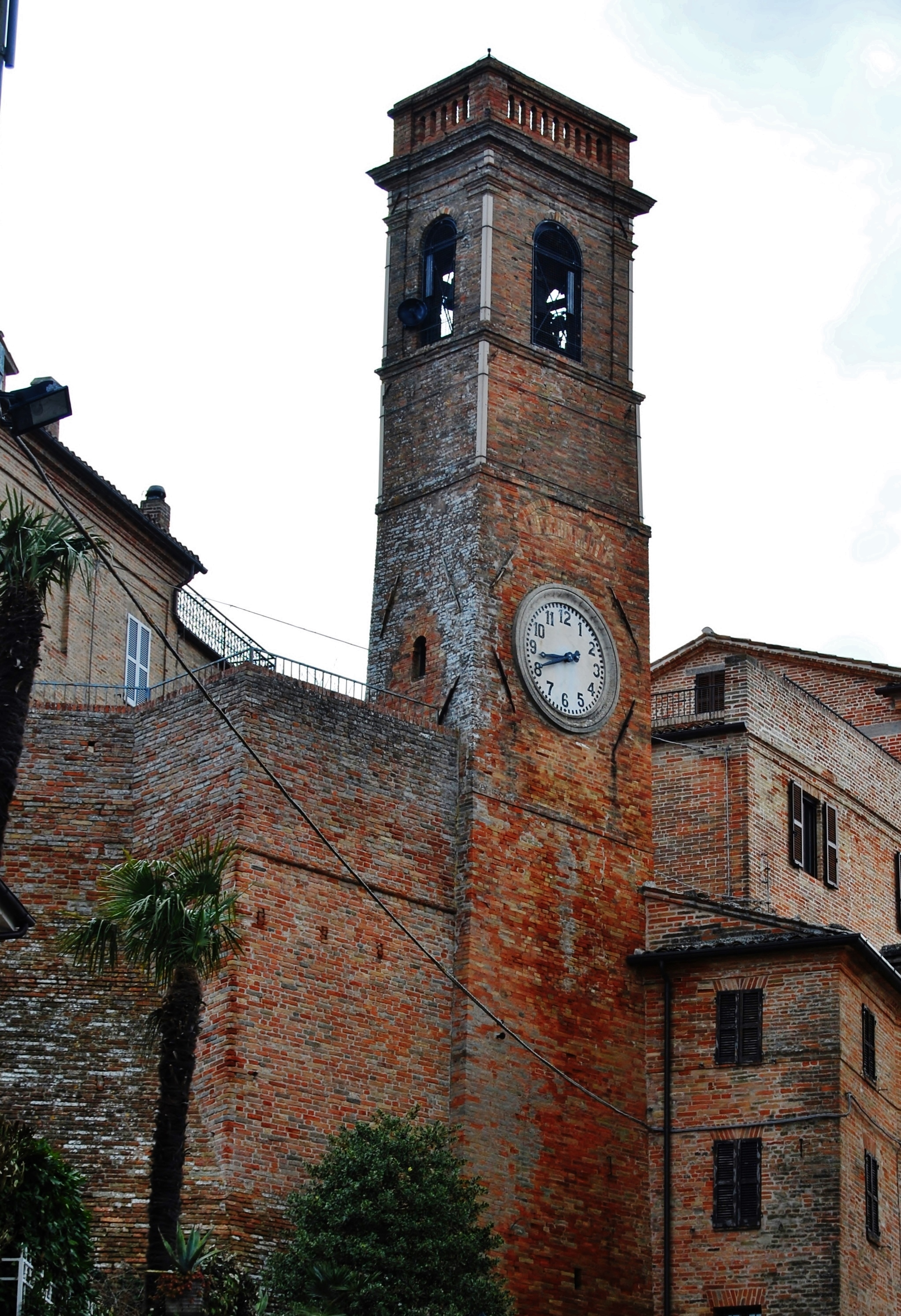
Torre Civica

### Teatro Comunale "N.A. Angeletti"
Il teatro nasce da una società tra abitanti del paese per la sua costruzione, in collaborazione col Comune ed è ospitato dove una volta era il municipio, prima del suo trasferimento presso l'ex convento di S. Maria delle Rose . Se all'esterno è uno dei tanti antichi edifici del centro storico, all’interno è un piccolo, splendido teatro della seconda metà dell'800, intitolato alla figura santangiolese di Nicola Antonio Angeletti, distintosi per la sua attività politica e militare prima, durante e dopo il periodo del cosiddetto Risorgimento Italiano. La struttura, decorata dal pittore Pietro Giovannetti è a ferro di cavallo con 22 palchi suddivisi in due ordini. La decorazione del soffitto con il ritratto degli artisti Rossini, Goldoni, Alfieri, Bellini e le allegorie delle arti teatrali, il lampadario e e il sipario dipinto originale in stile neoclassico che raffigura il busto di Angeletti tra le muse delle arti ne fanno un piccolo monumento alla passione teatrale coltivata in paese. I palchi insieme con la platea e il loggione, portano la capienza del teatro a poco più di 100 spettatori.

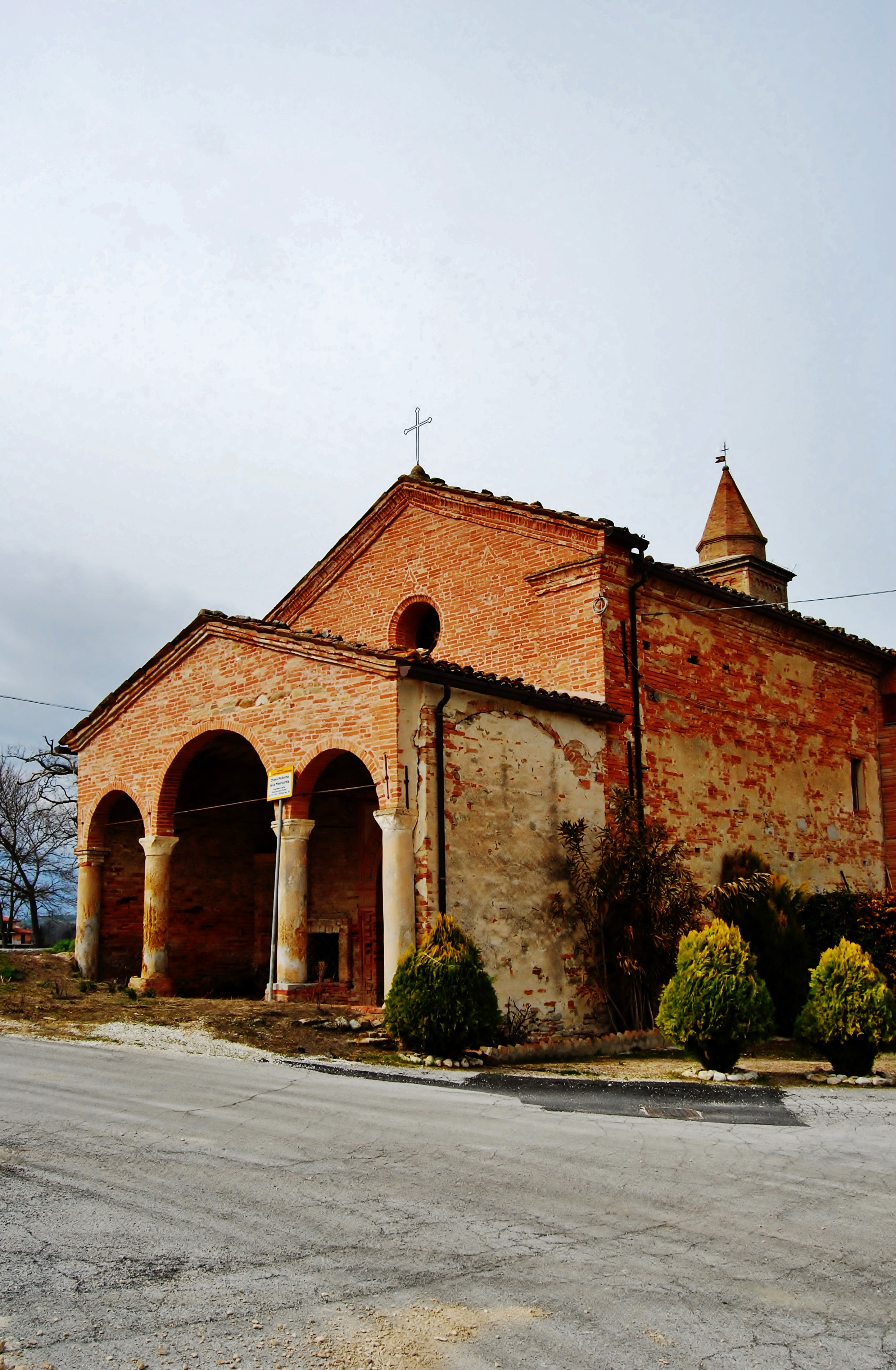
Chiesa di Santa Maria della Misericordia

### Altri luoghi
- Torre civica detta dell'orologio: le prime notizie risalgono al 1397. Sin dall'epoca dei primi orologi meccanici rinascimentali, ha scandito per secoli il tempo per tutta la comunità[27]
- Piazza Angeletti: piazza centrale del paese e punto d'incontro della vita sociale cittadina.
- Chiesa di Santa Maria della Misericordia: detta anche "Madonna delle Pietre" situata fuori dall'abitato; è ornata da un portico a tre arcate e conserva un interessante affresco raffigurante la Madonna della Misericordia.[28]

## Società

### Evoluzione demografica
Abitanti censiti

## Economia

### Agricoltura e allevamento
Secoli di storia contadina hanno modellato il panorama economico di Sant'Angelo. Le coltivazioni sono quelle varie e tipiche delle colline maceratesi e fermane. Tra questi frumento, foraggio, girasole, vite, ulivo.
Sono tuttora attivi in paese e nelle sue frazioni e campagne un frantoio per la produzione dell'olio e piccole attività per la produzione e la lavorazione di formaggi, carni e salumi, miele e altre specialità alimentari tipiche del territorio.

### Artigianato
Tra le attività economiche più tradizionali, diffuse e attive vi sono quelle artigianali, come quelle legate al settore della calzatura, della pelletteria e della tessitura, finalizzate alla realizzazione di tappeti e di altri prodotti pregiati.

### Piccola industria
Nella frazione di Passo Sant'Angelo, sulla direttrice della valle del Fiastra è presente una zona PIP dove si svolgono alcune piccole attività industriali e logistiche.

### Turismo
Si stanno sviluppando, accanto alle tradizionali strutture di accoglienza e ristorazione da tempo presenti e ben affermate, altre strutture per l'ospitalità come agriturismo e case vacanza, all'insegna di un turismo sostenibile, riconosciuto anche all'estero.

## Amministrazione
| Periodo        | Periodo        | Primo cittadino    | Partito             | Carica  | Note |
| -------------- | -------------- | ------------------ | ------------------- | ------- | ---- |
| 12 maggio 1985 | 6 maggio 1990  | Mario Martorelli   | PCI                 | Sindaco |      |
| 7 maggio 1990  | 23 aprile 1995 | Mario Martorelli   | PDS - PCI           | Sindaco |      |
| 24 aprile 1995 | 13 giugno 1999 | Angelo Toscanelli  | Centro-sinistra     | Sindaco |      |
| 14 giugno 1999 | 13 giugno 2004 | Simone Livi        | lista civica        | Sindaco |      |
| 14 giugno 2004 | 7 giugno 2009  | Simone Livi        | lista civica        | Sindaco |      |
| 8 giugno 2009  | 25 maggio 2014 | Eraldo Mosconi     | Il girasole         | Sindaco |      |
| 26 maggio 2014 | 26 maggio 2019 | Agostino Cavasassi | Uniti per rinascere | Sindaco |      |
| 27 maggio 2019 | 9 giugno 2024  | Vanda Broglia      | lista civica        | Sindaco |      |
| 10 giugno 2024 | in carica      | Vanda Broglia      | Sant'Angelo futura  | Sindaco |      |

Fonte dati elettorali: Ministero dell'Interno. Dipartimento per gli Affari Interni e Territoriali.
Il comune fa parte della Comunità Montana dei Monti Azzurri.

## Sport

### Tennis tavolo e pallavolo
La Associazione Sportiva Dilettantistica Eroica è nata come società agonistica di tennis tavolo, ma ora organizza anche attività nella pallavolo. La migliore stagione agonistica per il tennis-tavolo si è conclusa nel campionato di serie C/2 con un 3° ed un 6º posto per le due squadre impegnate, mentre la squadra di Pallavolo ha raggiunto la prima posizione nel campionato CSI.

### Tiro a segno
Il tiro a segno di Sant'Angelo è una delle sezioni che vantano uno dei principali medaglieri d'Italia e una delle più antiche.
La sezione è nata, con regio decreto il 2 ottobre 1884 ed il primo poligono si trovava lungo il fiume Salino.
Nel 1895 è la prima sezione d'Italia ad istituire il tiro con la carabina Flobert e, per tale motivo, riceve dal Ministero della Pubblica Istruzione due medaglie d'argento.
Nel 1898 la sezione si classifica terza alla gara generale di Torino, ricevendo una medaglia d'oro ed un premio in denaro di 500 lire. Nello stesso anno divenne Presidente Onorario il capo del Governo, l'onorevole Francesco Crispi.
Nel 1890 Sant'Angelo si qualifica terzo alla prima Gara Generale di Roma, e conquista una medaglia d'oro alla Gara provinciale di Macerata.
Il 2 ottobre 1902 venne inaugurato il nuovo poligono lungo la strada che dalla Collegiata raggiunge la Contrada Salti. In occasione del XX anniversario della fondazione viene stampato un volume da cui si evince che a Sant'Angelo c'erano 256 tesserati (sic!).
Ma la vera gloria sportiva, quella che consacrò il piccolo paese nella gloria del tiro a segno nazionale, avvenne nel 1934 quando una squadra di sei tiratori conquistò il titolo di campioni d'Italia nella disciplina del tiro collettivo di guerra, con il fucile Carcano Mod. 91.
Le glorie sportive per Sant'Angelo continuarono anche dopo il periodo bellico, infatti nel 1957, conquistarono il podio nella gara nazionale di Bologna, preceduti solo dalle città di Roma e Torino con i tiratori Cesare Emiliozzi, Settimi Nicola e Eno Vermigli. Nello stesso anno Eno Vermigli è consacrato a Verona campione italiano di prima classe nel tiro con la carabina standard.
Dal 1958 al 1963 la sezione conquista altri importanti risultati nazionali con i tiratori Cesare Emiliozzi, Paolo Frinchillucci, Ilario Orlandi e Settimi Nicola. Nel 1963, a seguito dei prestigiosi risultati ottenuti, il CONI insignì il poligono con una medaglia d'oro. Nel 1965 il tiratore Ilario Orlandi conquistò un record nazionale nel tiro con la carabina standard e, sempre nello stesso anno, l'Unione nazionale del tiro a segno conferì alla Sezione la medaglia d'argento di benemerenza per i continui risultati riportati. Per alcuni anni successivi, fino agli inizi degli anni novanta, altri giovani tiratori santangiolesi raggiunsero buoni risultati aggiungendo altre medaglie alle 45 d'oro, 6 argento e tre di bronzo già presenti nel medagliere alla fine degli anni sessanta, senza contare le 22 medaglie d'oro e 36 d'argento che furono donate alla patria nel 1935.
Oggi il tiro a segno è chiuso ma nel 2011 è divenuto Delegazione dipendente dalla Sezione Tiro a Segno nazionale di Sarnano che sta lavorando per programmare i lavori di manutenzione e la riapertura.